# Vancouver Art Gallery
Die Vancouver Art Gallery (VAG) ist das fünftgrößte Kunstmuseum in Kanada und das größte im Westen des Landes. Sie befindet sich an der 750 Hornby Street in Vancouver.

## Ausstellung
Die VAG wurde 1931 gegründet und war zunächst in einem Art-déco-Gebäude an der Georgia Street untergebracht. 1983 zog das Museum an seinen heutigen Standort, ein ehemaliges Gerichtsgebäude der Provinz British Columbia, nachdem dieses vom Architekten Arthur Erickson mit einem Aufwand von 20 Millionen kanadischen Dollar umgebaut worden war. Das Museum besitzt eine Ausstellungsfläche von 41.400 m². Die permanente Sammlung besteht aus rund 8000 Kunstwerken, darunter 200 bedeutende Werke von Emily Carr und Illustrationen von Marc Chagall. Neben der Präsentation der eigenen Sammlung organisiert die VAG Führungen und öffentliche Vorträge. Die Ausstellungen wurden unter anderem von der langjährigen Kuratorin Doris Shadbolt geprägt.

## Gebäude
Untergebracht ist das Museum im ehemaligen Hauptgerichtsgebäude von Vancouver, dem einstigen Sitz des Obersten Gerichts und des Appellationsgerichts von British Columbia. Das neoklassizistische Gebäude mit einer Grundfläche von 15.329 m² wurde 1906 nach Plänen des Architekten Francis Rattenbury erbaut. Das Gebäude besitzt ionische Säulen, eine zentrale Kuppel, einen formellen Portikus und in das Mauerwerk eingearbeitete Reliefs. Beim Bau des Gebäudes wurde Marmor aus Alaska, Tennessee und Vermont verwendet. Das Gebäude ersetzte das alte Gericht am Victory Square und enthielt zunächst 18 Gerichtssäle.
1912 entstand an der Westseite des Gebäudes ein von Thomas Hooper entworfener Anbau. Dieser Teil ist der einzige, der nicht für Museumszwecke umgebaut wurde. Stattdessen wurde es unter Denkmalschutz gestellt und besitzt heute noch das ursprüngliche Mobiliar eines Gerichts.
Das Gebäude wurde am 16. Juni 1980 zur National Historic Site of Canada erklärt.
Vor dem Eingang an der Georgia Street befindet sich der Centennial Fountain. Dieser Springbrunnen wurde 1966 errichtet, zum hundertjährigen Jubiläum der Vereinigung der Kolonien Vancouver Island und British Columbia.